# Сукума
Сукума (васукума, самоназвание, буквально — «северные люди») — народ в Объединённой Республике Танзания.
Численность — 3,2 миллиона человек (2001). Живут к югу от озера Виктория. Близкородственны ньямвези. Говорят на языке сукума (кисукума), относящемся к зоне F группы банту.
Большинство сукума придерживается местных традиционных верований, часть — католики. Незначительное число сукума исповедует ислам.
Основные занятия — земледелие и скотоводство; развито отходничество на рудники и в города.